# Karl Ernst Schnell
Karl Ernst Schnell (n. 30 ianuarie 1866, Brașov, Imperiul Austriac – d. 21 aprilie 1939, Brașov, România) a fost un politician sas, primar al Brașovului între anii 1911–1926.

## Realizări
În data de 7 decembrie 1918 a întâmpinat în Piața Sfatului trupele românești în numele orașului Brașov. Consiliul Național Român i-a apreciat gestul și l-a lăsat în funcție.
Din inițiativa primarului Schnell a fost adoptată hotărârea de consiliu orășenesc prin care Cetatea Bran a fost donată la 1 decembrie 1920 reginei Maria a României.

## Scrieri
- Karl Ernst Schnell, Aus meinem Leben, Kronstadt [Brașov], 1936.

## Memoria
O stradă din cartierul Blumăna (Blumenau) a purtat din perioada interbelică până în anul 1950 numele primarului Schnell. În 1950 strada respectivă a fost redenumită după scriitorul N. D. Cocea (1880-1949), nume pe care îl poartă până în prezent.